# Piotr Strojnowski
Piotr Strojnowski ps. „Struna” (ur. 1 lutego 1958 w Warszawie, zm. 27 listopada 2020) – polski muzyk wykonujący gatunki reggae i dub oraz jeden z prekursorów tych gatunków w Polsce. Wokalista, gitarzysta, kompozytor, autor tekstów i współzałożyciel zespołu Daab oraz solowego projektu Strojnowy.

## Życiorys

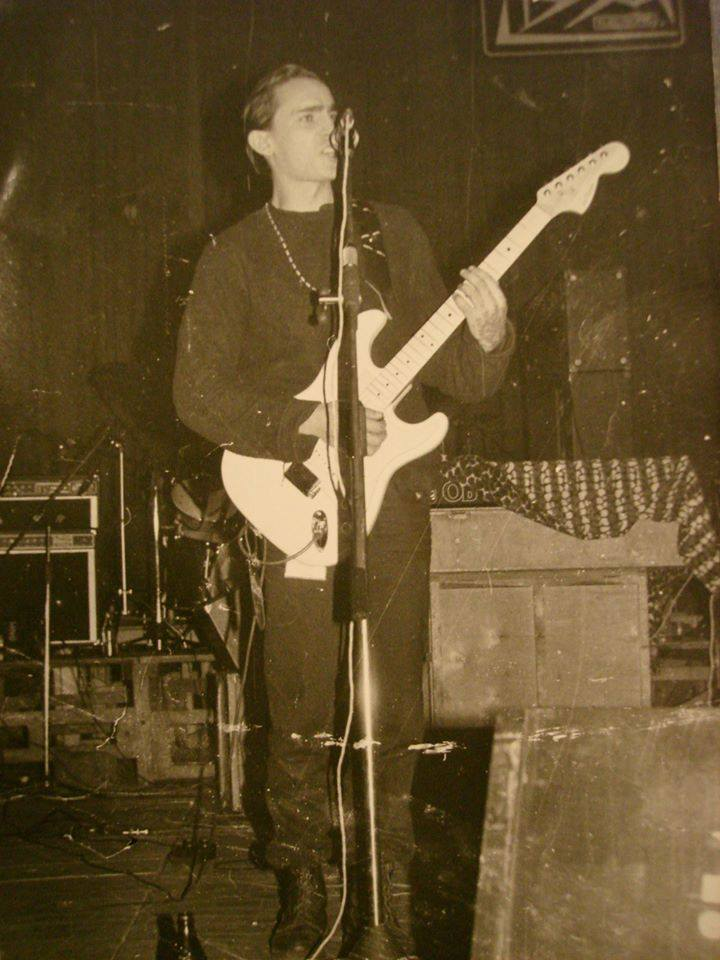
Piotr Strojnowski na scenie (1984)

W 1982 współzałożył zespół Daab. Był wokalistą, współkompozytorem i autorem tekstów na pierwszej płycie grupy, w tym m.in. utworów – , „Fala ludzkich serc”, „Słowo ciałem się stało”, „Serce jak ogień” czy „Fryzjer na plaży”. Stworzył jeden z najbardziej znanych utworów zespołu „Ogrodu serce”, znanego również pod nazwą „W moim ogrodzie”. Słowa napisał na Festiwalu Artystycznym Młodzieży Akademickiej w Świnoujściu jako wiersz, list do dziewczyny, Justyny, w której się zakochał, jednak nie miał odwagi go jej wtedy dać. Po roku, gdy koledzy potrzebowali tekstu do melodii, przekazał im tekst. Z grupy Daab odszedł w 1985.
Pracował jako złotnik i terapeuta uzależnień. W 2016 powrócił do działalności muzycznej z nowym projektem muzycznym pod nazwą Strojnowy, z którym nagrał album studyjny pt, Wolność serc (wyd. 2018).
Zmarł w wieku 62 lat z powodu raka płuc.

## Dyskografia

### Albumy studyjne
- 1986 – Daab (Daab)
- 2018 – Wolność serc (Strojnowy)[10]

#### Gościnnie
- 2020 – Tribute To Alibabki (The Bartenders, Alibabki i goście) – w utworze „Zagrajmy w kości jeszcze raz”[12]